# Pedro de Montaigu
Pedro de Montaigu (em francês Pierre de Montaigu) (11?? - 1232) foi um Grão-Mestre dos Cavaleiros Templários de 1218 a 1232.

## Vida
Mestre da província de Aragão desde 1211, Pierre de Montaigu participou ao lado de Guilherme de Chartres no cerco de Damieta. Com a morte Guilherme, em agosto de 1218, Pierre de Montaigu foi imediatamente eleito Grão-Mestre pelos templários reunidos para um Capítulo Geral. O cerco de Damieta continuou, mas uma discórdia parece ocorrer dentro das fileiras muçulmanas. Os Francos aproveitaram isso para atravessar o rio Nilo e fazer um ataque surpresa nas planícies férteis do delta do Nilo. Lá, as forças francas encontraram-se cara a cara com as tropas muçulmanas do sultão do Cairo e o sultão de Damas, que pôs suas rixas de lado para se unir contra a ameaça cristã.
Pierre de Montaigu, com Guerin de Montaigu, Mestre dos Hospitalários (e talvez seu irmão), e Herman von Salza, Mestre da Ordem Teutônica, estabelecidos para atender o exército muçulmano. O muro de ferro criado pelos cavaleiros das três Ordens contiveram os ataques muçulmanos sem problema. Na verdade o ataque só resultou em soldados Mulsim feridos contra as lanças francas e escudos. (Cronista Mathieu Paris descreveu a força Franca como "um muro de bronze, que abrangeu todos os soldados cristãos”).
Um tempo depois desta batalha, Aláqueme o sultão de Damas propôs uma trégua aos cristãos. Ele negociou um acordo com o Mestre do Templo. O negócio incluiu um fim ao cerco de Damas, em troca de: a retrocessão do Reino e da cidade de Jerusalém, o retorno da verdadeira cruz capturado durante a Batalha de Hatim e a libertação de mil prisioneiros Francos. A maioria dos Lordes Francos concordaram com esta proposição, mas Pierre de Montaigu, em obediência à pressão exercida pela Legado Pelage, recusou a oferta generosa. Assim, o cerco da cidade continuou os Francos capturados em 05 de novembro de 1219. A ocupação durou apenas dois anos, contudo.
Em 1221, a cidade foi reconquistada pelos muçulmanos e uma trégua de oito anos foi assinada entre muçulmanos e cristãos. Esta trégua permitiu aos Templários enviar uma grande quantidade de reforços a partir da Terra Santa para a Espanha, a fim de participar da Reconquista. Em várias ocasiões, Pierre de Montaigu também teve de desempenhar o papel de mediador entre Jean de Brienne, Legado Pelage e Hospitalários. No curso dessas ocasiões, ele mostrou um grande senso diplomático e conseguiu conciliar as diferentes partes.
Em 1227, o Mestre do Templo e o Mestre do Hospitalários criticaram duramente a atitude do imperador germânico Frederico II. O Imperador preferiu ficar na Itália, em vez de visitar a Terra Santa, como havia prometido ao Papa Honório III e seu sucessor Gregório IX. Frederico II foi excomungado e, como vingança, ele atacou os Templários e domínios capelões dentro de seu território europeu. Várias preceptorias foram saqueadas e alguns Templários e Hospitalários foram mortos.
Ambos Mestres também foram abertamente contra Frederico II, quando só ele negociou a retrocessão da cidade e do reino de Jerusalém com os muçulmanos. O tratado foi assinado em Jafa, no início de 1229, por Frederico II e o sultão do Egito Camil. A cidade foi devolvida à Frederico II, exceto a Mesquita de Omar e a Mesquita de Alacça, locais sagrados do Islã. Pierre de Montaigu acusou Frederico II de querer estabelecer seu poder temporal por tomar para si toda a riqueza da Palestina. Essa acusação não fez nada para acalmar a relação tensa entre os dois antagonistas.
Após a assinatura do tratado Frederico entrou em Jerusalém para ser sagrado rei na Igreja do Santo Sepulcro, apesar de estar excomungado pelo papa Gregório IX no momento. Jean de Brienne foi obrigado a abdicar em favor de Frederico porque tinha casado com sua filha Iolanda, em 1225, quatro anos antes. Quando Frederico II chegou a Jerusalém, uma revolta estourou e ele teve que deixar a cidade às pressas. O imperador germânico acusou o Mestre do Templo de instigar a revolta. Frederico II fugiu às pressas de volta à Europa, pois os seus bens na Itália estavam sendo ameaçados por um exército criado pelo Papa e levar pelo rei destronado, Jean de Brienne.
Após esses episódios, Pierre de Montaigu organizou diversos ataques contra os exércitos muçulmanos, que circundava as poucas cidades remanescentes dos Estados Latinos. De acordo com o obituário de Reims, de Montaigu morreu em janeiro de 1232.

## Fonte
- «Pierre de Montaigu(11??-1232)». www.templiers.org (em inglês). Projet Braucéant. Consultado em 25 de junho de 2011